# Réformes Haldane

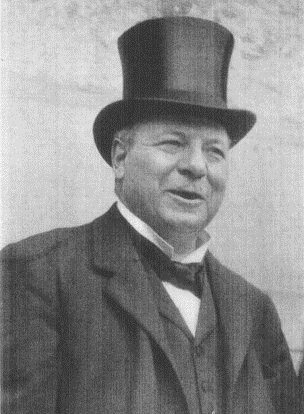
Richard Burdon Haldane.

Les réformes Haldane désignent une série de réformes de grande ampleur, exécutées entre 1906 et 1912, qui affectèrent l’armée britannique et nommées ainsi d’après Richard Burdon Haldane, le Secrétaire d’État à la Guerre de l’époque. Elles étaient les premières vraies réformes militaires entreprises depuis celles de Childers en 1881, et prenaient en compte l’expérience acquise lors de la Seconde Guerre des Boers.
Le point fort de ces réformes était la création d’un corps expéditionnaire - British Expeditionary Force ou BEF -, spécialement préparé et entraîné pour intervenir dans un conflit entre puissances. Bien qu’il existât auparavant, il n’était en réalité pas suffisamment préparé pour intervenir sur le continent. En conséquence de quoi, la nouvelle force devint, dès le temps de paix, une organisation permanente fonctionnant avec tous les supports et les soutiens nécessaires à un déploiement rapide. Parallèlement, la réserve fut restructurée et augmentée afin d’assurer aux forces engagées sur le continent un renfort efficace.
Pour faire en sorte que la défense intérieure de l’archipel britannique ne souffrît pas de l’envoi des troupes au corps expéditionnaire, le Territorial and Reserve Forces Act fut voté en 1907. Il prévoyait notamment la restructuration de la milice (Militia) en une Special Reserve, tandis que la Volunteer Force et la Yeomanry furent réorganisées en une Territorial Force. La formation des officiers fut renforcée par l’institution dans les public schools et dans les universités d’un Officier Training Corps, afin de dispenser aux étudiants qui le désiraient une éducation militaire et développer leurs compétences de commandement. D’autre part, la création d’un État-major général de l’empire devait donner une doctrine et des objectifs stratégiques communs aux différentes forces de l’empire, que ce soit les dominions ou l’Inde britannique. Pour terminer, l’armée régulière devait être elle aussi réformée par la constitution de nouvelles doctrines d’action et de formation, se fondant essentiellement sur le récent livre de Douglas Haig, Field Service Pocket Book.
Le déclenchement de la Première Guerre mondiale en août 1914 servit de phase de test à la plupart de ces nouveaux changements : le corps expéditionnaire fut envoyé dans les plus brefs délais sur le continent tandis que la réserve et ses différentes unités furent rapidement mobilisées pour fournir une seconde ligne.